# San Donato di Lecce
San Donato di Lecce er en by i Apulien, Italien med 5.484 (2023) indbyggere.